# 匯銀智慧社區
匯銀智慧社區有限公司，簡稱匯銀智慧社區（英語：'，港交所：1280）是一家中国电器零售商。

## 历史
該公司前身為「中華瑞銀投資控股有限公司」和「匯銀家電（控股）有限公司」，於1995年由主席及首席執行官曹寬平創立當時「揚州市廣陵區匯銀貿易有限公司」，再在1999年設立「揚州市廣陵區匯銀交家電批發站」。
其後在2005年設立當時以「中華輝鷹集團有限公司」（2009年於新加坡註銷）名義，於倫敦證券交易所另類投資市場上市，但由於效益不佳而流產。其後在2006年至2008年間，先後被接收「揚州匯銀家電有限公司」、「寧國匯銀家電銷售有限公司」等。
主要業務在國內分銷和連鎖式家用电器及电子消费品，總部位於中國江蘇省揚州市文昌中路539號滙銀大廈。
而在2010年3月25日於港交所主板上市前，招股價為1.69港元，全球發售為319,800,000股，集資額為5.4億港元，當中投資者包括Dalton Greater China (Master) Fund、E2-Capital International Limited、The China Fund, Inc.、ARC Capital Holdings Limited等。